# HD 204363
HD 204363，又名BD-12 6005，SAO 164415、HR 8212，是一颗恒星，视星等为6.61，位于銀經40.72，銀緯-39.98，其B1900.0坐标为赤經21h 22m 49s，赤緯-12° -39.98′ 8″。